# Cornelis Christiaan August de Vliegh
Cornelis Christiaan August de Vliegh, beter bekend als C.C.A. de Vliegh, (Rotterdam, 18 juli 1821 – Delft, 30 november 1911) was een Nederlands (koor-)dirigent en componist.
Hij was zoon van Elizabeth Maria van Oec(k)elen en winkelier Hendrik Johannes de Vliegh. Hijzelf was getrouwd met Dorothea Maria Louisa Terstroet.
Zijn muziekopleiding kreeg hij van J.H. Paling (viool) en R. Wiebel (compositieleer) al dan niet aan de muziekschool van Rotterdam. Hij twijfelde aan een loopbaan binnen de muziek; het alternatief was werken in de handel. Zijn eerste optreden, in Schiedam, trok zijn muzikantenbestaan over de streep. Het bracht hem weer snel naar zijn geboorteplaats alwaar hij organist werd van de Laurentiuskerk; hij werd er ook leraar aan de Muziekschool van de Maatschappij tot Bevordering der Toonkunst. Hij was tussen 1854 en 1874 dirigent van het Rotte's Mannenkoor, dat voortkwam uit het koor Amphion dat ook al onder leiding stond van Vliegh. Hij staat dan ook te boek als eerste dirigent van dat koor; met dat koor zou hij een aardige verzameling prijzen halen. Hij gaf ook leiding aan koren in de omgeving, zoals Crescendo (dameskoor in Kinderdijk, Harmonie (mannenkoor in Delfshaven) en Orpheus (mannenkoor in Schiedam) en ook het kerkkoor van het Heilig Hart te Rotterdam. Op tachtigjarige leeftijd trok hij zich terug uit de muziekwereld en zijn laatste jaren bracht hij door in Delft.
Hij schreef ten minste 22 werken, uiteraard meest voor dames- of mannenkoor, aangevuld met liederen voor zangstem en pianobegeleiding (bijvoorbeeld Roeierslied). Na zijn dood werden ze al snel vergeten.
Hij was ridder in de Orde van de Eikenkroon.